# Comickers Art Style
『Comickers Art Style』（コミッカーズアートスタイル）は、日本の美術出版社コミッカーズ編集部による発行の季刊の漫画情報誌『コミッカーズ（Comickers）』の後継雑誌であり、主に漫画とアニメを中心とした学習材。2005年11月30日から2008年12月17日の間に第7号まで発行されたのち、版権収購の事情により休刊となる。
また、中国大陸の安徽文化音像出版社では『コミッカーズ』の中文版制作権を美術出版社から獲得した。『彩絵Comickers』と題し、2008年2月に第一期発行された。現在は休刊となっている。その後、2009年7月から2014年6月まで辽宁科学技术出版社で発売された『日本漫画名家的艺术世界』シリーズ全7冊には、『コミッカーズアートスタイル』の中文版である。

## 既刊一覧
- Comickersテクニックブック『マンガスタートアップガイド ペン&インク Pen&Ink』（美術出版社、2000年3月10日初版発行）ISBN 4-568-50212-8
- Comickersテクニックブック『イラストスタートアップガイド カラーインク Color Ink』（美術出版社、2001年7月5日初版発行）ISBN 4-568-50228-4
- Comickersテクニックブック『イラストスタートアップガイド カラーマーカー Color Marker』（美術出版社、2001年10月5日初版発行）ISBN 4-568-50229-2
- Comickersテクニックブック『イラストスタートアップガイド アクリル絵具 Acrylic Color』（美術出版社、2002年2月1日初版発行）ISBN 4-568-50230-6
- 『コミッカーズアートスタイル Vol.1 最新カラーテクニック』（美術出版社、2005年11月30日初版第一刷発行）ISBN 4-568-50292-6
- 『コミッカーズアートスタイル Vol.2 世界観の見せ方』（美術出版社、2006年6月15日初版第一刷発行）ISBN 4-568-50303-5
- 『コミッカーズアートスタイル Vol.3 デッサンと人物表現』（美術出版社、2006年12月15日初版第一刷発行）ISBN 4-568-50316-7
- 『コミッカーズアートスタイル Vol.4 プロになるには』（美術出版社、2007年6月15日初版第一刷発行）ISBN 978-4-568-50321-0
- 『コミッカーズアートスタイル Vol.5 今こそ挑戦！CG&デジタルコミック』（美術出版社、2007年12月15日初版第一刷発行）ISBN 978-4-568-50336-4
- 『コミッカーズアートスタイル Vol.6 今売れる漫画の描き方』（美術出版社、2008年7月15日初版第一刷発行）ISBN 978-4-568-50358-6
- 『コミッカーズアートスタイル Vol.7 必見！マンガ・アニメプレミアムガイド』（美術出版社、2008年12月31日初版第一刷発行）ISBN 978-4-568-50373-9